# Fauville
Fauville är en kommun i departementet Eure i regionen Normandie i norra Frankrike. Kommunen ligger i kantonen Évreux-Est som tillhör arrondissementet Évreux. År 2022 hade Fauville 317 invånare.

## Befolkningsutveckling
Antalet invånare i kommunen Fauville
Referens:INSEE